# Ballucus oregonus
Ballucus oregonus är en skalbaggsart som beskrevs av Gordon och Paul E.Skelley 2007. Ballucus oregonus ingår i släktet Ballucus och familjen Aphodiidae. Inga underarter finns listade.